# 小智
小智（日语：／英語：Ash Ketchum），是日本動畫作品《寶可夢》的虛構角色，他亦是動畫系列故事的主角，自1997年4月1日開始至2023年3月24日止，長達25年11個月3週2天（共9,488天）期間，播出的1,226集《寶可夢》動畫版，都以小智為主角。他的畢生夢想是成為寶可夢大師。
在北美地區，小智的名字被命名为“阿修·卡切姆”（Ash Ketchum）。姓氏Ketchum是源於寶可夢的英文標語（Gotta catch 'em all）。在法國，小智被稱為“Sacha”。

## 設計
小智是GAME FREAK的代表董事與《寶可夢系列》創始人田尻智名字的「Satoshi」構成，原始意即“智慧”與“人性”並由杉森建、西田敦子定案 。外型根據1996年2月27日在GAME BOY平台發售的電子遊戲《寶可夢 紅·綠》的主角：赤紅（レッド／Red）進行改編，其造型在後續也改編成1998年9月12日發售的GAME BOY COLOR電子遊戲《寶可夢 皮卡丘》的主角。
小智的概念起源於田尻智在「童年期不斷探索自然界生物的自己」所創造出來的虛構角色。小智及他的同伴皮卡丘象徵《寶可夢系列》的起點與初衷。在電視動畫中也設置他的勁敵：小茂（オーキド・シゲル／Shigeru Okido）外型是依據《寶可夢 紅·綠》中的青綠（グリーン／Green）改編，名字由宮本茂中的しげる（茂）／Shige）衍生出來。

## 動畫設定
在動畫裏，小智動畫設定10歲的新人訓練家，出生於關都地區的真新鎮。自從在大木博士手上取得皮卡丘後，便離開了真新鎮，以寶可夢大師為目標，展開旅程。
個性單純熱血，認真直率的朝著夢想前進，不斷的對戰與收服。每當結束旅行回到真新鎮時，習慣把在舊地方收服的寶可夢全部寄放在大木研究所，之後只帶著皮卡丘前往新地方旅行並沿途自行收服新的寶可夢，且擁有各屬性抗性MAX、怪力（能夠捧起將近1噸重的柯斯莫姆——柯斯莫姆會自己漂浮）、精通寶可夢技能、超強跳躍力，同時也是個跑酷大師。

## 經歷

### EP：關都地區
一早起床的小智由於睡過頭，因此在抵達大木研究所時，初學者用的寶可夢全被新手訓練家領走，只剩一隻皮卡丘能讓他領取。由於一開始皮卡丘完全不肯服從小智的命令，小智唯有靠自己收服寶可夢，連續收服2隻波波失敗，就在小智以擲石攻擊波波，命中目標時，驚覺那不是波波，而是烈雀。小智及皮卡丘遭受烈雀群襲擊，慌忙逃走。其間一個女子在釣魚期間拯救了他們，小智按她的指示，向常磐市衝去，但被烈雀群追上，此時皮卡丘已受重傷，為了救牠，小智犧牲自己，抵擋烈雀群。皮卡丘眼見小智捨身相救，終於明白小智對牠的愛護及好意，就在烈雀群即將擊中小智的千鈞一髮之際，牠衝到小智面前，並使出強烈的「打雷」絕招。
成功把烈雀群趕走後，小智和皮卡丘亦成為好友。此時小智及皮卡丘遇見了一隻神秘的寶可夢（大木博士不敢相信），是後來小智估計的鳳王（由於當時金銀版還未推出，因此其名字要在後期才能知道）。而鳳王只會出現在真心照顧寶可夢的人的眼前，事件亦描繪出小智對寶可夢們非常愛護：為了保護他的寶可夢，他可以連自己的性命也不顧。在旅程中，鳳王多次在小智面前出現。
之後小智和拯救他及皮卡丘的女子─小霞結伴同行，其後認識尼比道館訓練家小剛，道館挑戰賽後，小剛加入成為新的同伴。
然而一開始小智的技巧可說是極為生疏，依憑運氣才收服到他第一隻寶可夢，對戰上也不夠熟練，運氣好的是在挑戰最初的幾個道館時常因一些事故而直接獲得徽章，而在這段期間內小智的實力也逐漸成長，最後成功以自己的力量收齊徽章，參加石英聯盟。在第一次參加的石英聯盟時由初賽出線至淘汰賽，16強止步，以首次參加聯盟大會的訓練家來說是不錯的成績，也比勁敵小茂更好。

### EP：橘子群島
回到真新鎮後，他為了替大木博士拿GS球而前往橘子群島，並在一時興起下決定挑戰橘子聯盟。旅行剛開始，小智一行人來到內木研究所，然而這裡令小剛燃起濃厚的興趣，並毅然決定留在內木研究所幫忙，而小智與小霞也決定跟他道別。小剛離隊後沒多久兩人結識寶可夢觀察家兼大木博士的忠實粉絲－小建，由於得知兩人與大木博士熟識，便決定跟著他們一起旅行，橘子群島的旅程在此刻才正式展開。
最終小智在勝利者盃大獲全勝，從橘子群島回來後，與一直以來視為勁敵的小茂首度交鋒，雙方派出自己最自豪的寶可夢－皮卡丘對抗伊布，一番苦戰後小智戰敗，對小茂誓言下次絕不會再輸，也決定要挑戰城都聯盟。另外，原本留在內木研究所幫忙的小剛突然率先回來，詳細經過不明（一旦在他面前提起「內木」兩個字就會變得失魂落魄，問起原因他也死都不肯回答），而一直跟著小智在橘子群島旅行的小建也決定留在大木研究所擔任助手，不再旅行，同時小剛再度回歸隊伍，三人就此往城都地方出發。

### EP：城都地區
在城都聯盟白銀大會16強中，小智再度與小茂決戰，這場6對6全面對戰，雙方都以最強的陣容來應戰。最後的殊死鬥，小智的噴火龍對小茂最強的水箭龜，小智利用對戰場地，噴火龍用「過熱」熔化場地，水箭龜的「水炮」令場地滿佈蒸氣。噴火龍乘機接近水箭龜，貼身混戰後，水箭龜失去戰鬥能力，小智以6比5打敗小茂晉級。
但是到了8強與來自豐緣地區的葉越交手時，葉越充滿特性的寶可夢使小智陷入危機，小智和葉越激戰後派出最後僅餘仍能作戰的寶可夢－噴火龍和火焰雞作為兩人之間的殊死鬥，最後噴火龍和火焰雞雖一同站起，但噴火龍嘗試再用「噴射火焰」時倒下並失去戰鬥能力，小智以5比6戰敗，8強止步。另外，雖然葉越打敗小智進入4強，可惜他的火焰雞已體力不支，沒有派牠上場，最終敗給來自櫻桃鎮的選手杜舍，4強止步。
白銀大會最後在杜舍獲得優勝的結局下閉幕，小智與必須回家的小霞和小剛告別，重回真新鎮的小智想著自己從未到過的豐緣地區，決定為了重新出發，於是只帶著皮卡丘前往豐緣地區。

### AG：豐緣地區
抵達未白鎮後，小智採納葉越的建議，先步行至古辰鎮尋找豐緣地方的名研究員－小田卷博士，在此同時、小遙也正好前往，小智因此在小田卷研究所認識了新人協調訓練家小遙和其弟弟小勝，後來小剛再次加入，4人結伴並展開全新的冒險。另外、小遙在凱那市首次參加華麗大賽，雖然不幸戰敗，但也因此找到了目標─參加華麗大型慶典。4人旅行的途中還遇上豐緣地方兩大邪惡組織：水艦隊與火岩隊，有時他們也加入阻止這兩大邪惡組織的計畫。
在彩幽大會時卻以5比6敗給哲也，再度於8強出局，並在最後以哲也獲得優勝的結局下閉幕，一行人踏上歸途，在通往橙華市的岔路上告別了小遙姐弟倆，而在回到關都地方之後再度與要回到尼比市到小剛道別，獨自一人向著真新鎮前進。

### AG：對戰開拓區
從豐緣地區回程路過常磐市時遇見了對戰開拓區的董事長亞希達，得知了對戰開拓區的存在。回到真新鎮不久便與跟著小田卷博士來到關都的小勝再會、另外還有小霞，翌日小遙也來到了真新鎮，重逢的一夥人在寒暄幾句並且舉辦完寶可夢迎新會後，小智表明要出發挑戰對戰開拓區，而小遙也打算挑戰關都地方的華麗大賽，三人便與趕過來的小剛再度結伴踏上旅行。小霞也短暫跟著同行，到了月見山才向小智四人道別。
成功稱霸對戰開拓區後，他婉拒了亞希達要他成為開拓之腦的邀請。旅程接近尾聲，小遙與小勝為了回到豐緣地區，一行人來到港都梣木鎮，與小遙一同參加祭典活動所舉辦的寶可夢華麗大賽，兩人漂亮通過第一次審查，演變成兩人爭奪第一的局面，最後以共同獲勝為結局，而只有一面的梣木獎牌在兩人的默契下一分為二，各拿一半作為共同優勝的證明，在日後個別的旅程中也當作友誼與回憶的象徵帶在身上做為護身符。小智在送走小遙姐弟前與小勝約定，當小勝成為寶可夢訓練家的那一天一定與他對戰。離別的時候到了，小智與小剛在碼頭送別乘船返回豐緣地區的小遙姐弟倆後，隨即往故鄉踏上歸途，終於到了往真新鎮與尼比市的岔路口，小智第三度與小剛道別，獨自返回真新鎮。
回程途中，他遇到剛從神奧地區回來的小茂，小茂在神奧地方收服的的電擊魔獸輕易把火箭隊打飛，回到真新鎮後2人再度對戰，小茂以電擊魔獸擊敗小智的皮卡丘，令小智感受到神奧地方這未知領域的衝擊，為展開新的旅程，小智在翌日便出發，乘船前往神奧地區。

### DP：神奧地區
在小智剛到達神奧地區時就遭到火箭隊襲擊，因而與皮卡丘失散，在尋找的過程中再度遇上小剛，兩人便一同行動。不久遇上一位帶著電擊怪訓練家，他以寶可夢的強弱而決定捕獲目標的態度使小智感到非常反感，在那位訓練家提出與小智進行對戰，但因小智的寶可夢數目不足作罷。
之後結識救了皮卡丘的當地的新人協調訓練家小光及她的首隻寶可夢波加曼，事後在小光的提議下，三人結伴同行，展開神奧之旅。不過就在旅程即將開始之際，那位訓練家—真司，出現於眾人面前，再度要求與小智進行3對3的對戰。小智和真司的第1次戰鬥，在研究所的後院草地開始，戰鬥以賽和告終。真司因對姆克兒的能力不滿而把牠野放，這令小智感到十分憤怒，於是各自為證明培養寶可夢方法的對與錯，在往後的日子以此為目標而努力。
當小智取得7枚神奧地方徽章時，在雷司的提議下，小智與真司在睿智湖為各自對培養寶可夢的理念而進行6對6全體戰。但真司的戰術，加上小智一次次的戰術失誤，令真司取得壓倒性優勢。在小火焰猴進化成猛火猴的情況下，小智仍不能挽回敗局：猛火猴的「音速拳」對電擊獸的「雷光掌」，最後猛火猴失去戰鬥能力，小智以2比6慘敗收場。壓倒性的戰敗讓小智感到前所未有的挫折，對自己的努力感到疑問。後來在小光與寶可夢們的鼓勵下，小智重新振作。
終於，小智獲得參加神奧聯盟的資格，在8強時與勁敵真司碰頭，如臨大敵的兩人為自身的理念進行終極決戰。有史以來最長的6對6全體戰展開，激戰連場，最後是由小智的烈焰猴對真司的電擊魔獸進行最終戰，電擊魔獸的「打雷」令烈焰猴倒下，正以為烈焰猴敗陣之際，烈焰猴突然發動特性「猛火」，向真司展現其一直以來所付出的努力：烈焰猴的「爆炎電擊」對電擊魔獸的「雷光掌」，最後電擊魔獸失去戰鬥能力，小智終於以6比5戰勝真司，一雪前恥。
終於認同彼此實力、由水火不相容變為互相尊重的兩人，道別後繼續向前邁進。這場對戰終於打破以往在城都及豐緣聯盟8強止步的宿命，是有史以來首次打進前4強，也與勁敵真司了斷後，於準決賽與達克多決戰。在達克萊伊的「黑洞」催眠下，戰況極速陷入一面倒的局面，但在蜥蜴王不懈的努力下，成功擊敗達克萊伊，迫使達克多首次在大會上拿出第2隻寶可夢，然而達克多派出的拉帝歐斯使小智再度陷入危機，最後以皮卡丘與拉帝歐斯同時失去戰鬥能力結束對戰，由於小智已經失去所有的寶可夢，達克多依舊大勝，勝負為2比6，小智慘敗並4強止步。
鈴蘭大會最後在達克多獲得優勝的結局下閉幕，小智一行人離開了鈴蘭島、回到位於雙葉鎮的小光家居留，雖然小光有意前往關都地區，但由於捲捲耳因受邀至家緣市而不克前往。在三人想好未來的路後，小智與小剛在小光的送別下於碼頭乘船返回關都地區，到了真新鎮與尼比市的岔路口後，小智第四度與小剛道別，獨自返回真新鎮。

### BW：合眾地區
大木博士要出席一場在合眾地區的學術研討會，而他邀請小智與其母花子一同前往，在這機會下小智和皮卡丘前往新的大地，展開合眾之旅，地點為合眾地區名研究員-紅豆杉博士所在的鹿子鎮。小智也結識了新人訓練家修帝，但皮卡丘在捷克羅姆影響下無法使用電系絕招，導致小智在和修帝的首次對戰恥辱式落敗。
其後皮卡丘恢復使用電系絕招的能力，小智和牠正式出發，途中意外結識來自龍之鄉的野性少女艾莉絲及她的寶可夢牙牙，兩人的目的地剛好相同而一同行動。在兩人到達三曜市之後，小智就立刻向道館挑戰，而遇見了道館訓練家天桐三兄弟，在小智的要求下分別於三人各打一場來進行道館賽，最後小智以兩勝一負得到第一個合眾地區的徽章。而在要離開三曜市時，天桐決定要出外旅行增廣見聞，後來艾莉絲與天桐正式加入小智的旅行行列，一同展開旅程。
小智取得8枚合眾地區的道館徽章，因合眾聯盟時間未到，小智決定為在合眾聯盟奪冠而進行修練，然而就在想不到修行地點時巧遇神奧聯盟的冠軍竹蘭，得知了即將在東合眾舉辦的寶可夢世界錦標賽青少年盃，而優勝者能得到與合眾聯盟的冠軍阿戴克對戰的權利。聽到這項消息的小智等人決議參賽，與竹蘭一同前往東合眾，在竹蘭的別墅中與小光意外重逢，原來她為觀光而與竹蘭一同來到合眾地方，同時也為參加青少年盃而到東合眾。在將艾莉絲與天桐介紹給小光認識後，四人就一起為優勝而修行。
小智在青少年盃一路晉級到決賽，以炒炒豬對上修帝的君主蛇，雖佔了屬性優勢，但在君主蛇無與倫比的速度與力量下又一次戰敗，同時修帝也終於能跟夢寐以求的阿戴克對戰，在決戰上他以最強大的君主蛇迎戰阿戴克的爆爆頭水牛，雖然很努力地迎戰，但是卻被爆爆頭水牛一擊擊敗。青少年盃結束後，小光為參加在城都地方舉辦的米可利盃而與小智等人再度告別，而小智也為參加合眾聯盟準備前往檜垣市。
在檜垣市與各個立志參加合眾聯盟的勁敵們齊聚一堂，還再遇在青少年盃結束後才遲到出現、個性糊塗脫線的訓練家虎徹，在急忙地把忘了登記的他拉去登記參賽後，一行人期待已久的檜垣大會便在翌日開幕。小智於預賽第一輪便對上勁敵修帝，以皮卡丘迎戰修帝最強大的的君主蛇，一番激戰的最後皮卡丘終於擊敗君主蛇，小智總算復仇成功，戰勝了一直以來多次擊敗自己的修帝。
隨後小智在16強賽事亦擊敗另一勁敵肯尼洋，後在8強賽事對上虎徹，但沒想到平時善忘、冒失的他，實力卻是意外驚人，輕敵的小智剛開局便因為他作為秘密武器的三頭龍猛烈進攻下陷入苦戰，迅速失去兩隻寶可夢，雖然小智以炒炒豬打敗三頭龍後一度搶回主導，但是虎徹的第5隻寶可夢（因為虎徹記錯全體戰的數量，所以這也是他的最後一隻）利歐路的強大實力，再加上利歐路突然進化成路卡利歐，使局面再度逆轉。在轟隆雉雞與藤藤蛇被擊敗後，陷入出局邊緣的小智只好用體力透支的皮卡丘孤注一擲，雙方進行了一番激烈的對戰，最後路卡利歐的「波導彈」突破皮卡丘的「電球」，皮卡丘不支倒地而失去戰鬥能力，小智以5比6戰敗，第三次8強止步。另外，雖然虎徹打敗小智進入4強，可惜他的路卡利歐最終不敵巴吉爾的火伊布，4強止步。
檜垣大會最後在巴吉爾獲得優勝的結局下閉幕，勁敵們一個個為了下個目標而相繼離開了檜垣市。曲終人散後，一臉迷惘的小智獨自走到寂靜無人的比賽場館中，回想在合眾地區旅行的經歷，思考到自己旅行多時究竟付出了多少、得到了甚麼。他在日出中下定決心，朝下個旅程前進，沒有讓聯盟的失敗把自己擊潰。
翌日，小智一行人先回到紅豆杉研究所，報告本次旅行狀況，並商討接下來的旅行目標，三人皆認為自己的目標尚未達成，決議要繼續留在合眾地區一同旅行；同時紅豆杉博士的爸爸傳來消息，說在雪花市附近的龍螺旋之塔區域深處發現了與傳說寶可夢萊希拉姆有關的白色遺跡，三人立刻燃起濃厚的興趣，代替忙於研究的紅豆杉博士搭上前往檜扇市的船，以此作為繼續留在合眾地區的目的，再一次踏上旅程。期間遇見電漿隊首領魁奇思的養子N，亦要面對電漿團的來襲。同時噴火龍受訓完畢、強勢回歸。雖然電漿隊的強大火力仍然把小智等人與N重重包圍，不過在小智與N兩人鍥而不捨的努力下，成功粉碎電漿隊的陰謀。

### BW：杰可羅拉群島
電漿隊全體被逮捕後，小智一行人再度回到紅豆杉研究所，小智決定返回真新鎮，而艾莉絲與天桐也立即表示有意前往關都地區，同時紅豆杉博士也向三人道出著名觀光旅遊勝地－杰可羅拉群島的存在，接著三人就在紅豆杉博士的建議下一同搭上行經杰可羅拉群島、開往關都地區的豪華郵輪，正式告別離開了合眾地區。途中結識來自卡洛斯地區的記者三色堇，由於其目的地也是關都地區，三人就讓她跟著一起旅行，形成四人同行的杰可羅拉群島之旅。
旅程結束，到達枯葉市後第一次遠離家鄉的艾莉絲與天桐難掩興奮之情，艾莉絲馬上就迫不及待地想前往煙墨市向小樁挑戰，而天桐則想要到豐緣地區武鬥島上的武鬥鎮參加哈奇老人舉辦的釣魚比賽，然後三色堇建議兩人可在有火車站的金黃市搭車過去，看著兩人已經決定接下來的目的地，小智雖然有著些微的感嘆，但還是前去金黃市為他們送行。離別的時候到了，在開往滿金市的月台上三人坦言對至今的旅程感到非常滿意，接著艾莉絲與天桐的身影就隨著磁浮列車漸漸遠離了，小智回想著三人一路走來的各種回憶，隨後就與三色堇往真新鎮的方向踏上了歸途。
回到真新鎮後小智先到家中與媽媽重逢，爾後隨即前往大木研究所，集結在合眾地區一同旅行的寶可夢們，對牠們一路的陪伴感到由衷的感謝，想到至今結識的每個人現在都正在朝自己的夢想努力，小智也決定繼續向下一個目標前進。翌日一早，小智帶著皮卡丘跟著三色堇搭乘前往卡洛斯地區的飛機，展開全新的冒險。

### XY：卡洛斯地區
抵達密阿雷市後，小智告別三色堇，立刻前往密阿雷道館挑戰，但因為持有的卡洛斯道館徽章不足4枚而被驅逐，不過也因而認識了希特隆與柚麗嘉。彼此介紹後小智隨即向希特隆挑戰，正當兩人正打得精彩時遭到火箭隊突襲，在果然翁的絕招「鏡子外衣」和「返拳」把一切攻擊反射下陷入苦戰，後在突然出現的初始寶可夢呱呱泡蛙拔刀相助後將火箭隊擊退，但呱呱泡蛙被反射的電擊系招式擊中而受到重創，小智三人立刻帶著呱呱泡蛙前往布拉塔諾博士的研究所搶救。
在確認呱呱泡蛙脫離危險後，布拉塔諾博士向小智等人介紹他正在研究的「超進化」，然而卻被火箭隊聽到。動起貪念的火箭隊計劃捕捉研究所的寶可夢，但捕捉用的裝置卻使研究所中的烈咬陸鯊發狂，開始失控地四處破壞，小智三人與呱呱泡蛙立刻趕了過去。在稜鏡塔上小智與烈咬陸鯊對峙，就在很不容易把裝置拿下時，皮卡丘卻失足墮下，而小智竟也再次捨身相救，從塔上一躍而下⋯⋯
奇蹟獲救的小智在事後從布拉塔諾博士得到卡洛斯地區的新圖鑑，而呱呱泡蛙也決意跟隨小智。於是他就帶著新夥伴在希特隆的帶領下前去寶可夢中心登記參與卡洛斯聯盟。登記完後希特隆與柚麗嘉表明想跟小智一同旅行的意願，於是三人就正式結伴踏上旅程。小智到達白檀市後，終於遇上三色堇的妹妹紫羅蘭，展開他在卡洛斯地區的首場正式道館賽，但紫羅蘭驚人多變的戰略讓小智輕易地陷入劣勢，令小智的皮卡丘與小箭雀先後失去戰鬥能力，導致小智在白檀道館賽慘敗。
正當他為如何克服種種始料不及的戰術而費煞思量之時，一位名為莎莉娜的少女拿著小智遺下在道館的背包，出現在他的眼前。莎莉娜說出自己兒時參加過大木博士在真新鎮舉辦的寶可夢夏令營，與小智曾見過面，但小智似乎忘記了這回事。對此莎莉娜雖然感到些微挫折，不過她馬上就鼓勵小智，希望他成功打贏道館賽。
之後在三色堇與希特隆的協助下，小智完成了對抗紫羅蘭戰術的特訓而成功戰勝了紫羅蘭，獲得他在卡洛斯聯盟的第一個徽章。在告別三色堇姊妹後，莎莉娜接受小智邀請加入小智一行人，成為小智的同伴。
獲得八個徽章後，小智一行人回到旅程最初的起點－密阿雷市參加卡洛斯聯盟，小智在第一場比賽打敗阿志，八強打敗絢香後，在四強與翔太對戰，經過一番激戰之後，小智版甲賀忍蛙打敗翔太的超級蜥蜴王，小智以6比5的戰績戰勝翔太，晉級決賽，與能力未知的強敵艾嵐對戰，這也是小智的巔峰決戰。最後艾嵐的超級噴火龍X打敗小智版甲賀忍蛙，成為聯盟冠軍，密阿雷大會就在艾嵐獲得優勝的結局下閉幕。
不料就在閉幕後沒多久，閃焰隊首領弗拉達利已經開始行動，利用Z2的力量大肆破壞密阿雷市，還企圖要利用在特別篇最強超進化第三章收集到的傳說中的巨石並跟日晷合體，消滅全世界，最後在小智一行人、艾嵐與瑪農、布拉塔諾博士、大吾、帕琦拉、火焰雞假面、冠軍卡露乃、武藏與小次郎和卡洛斯其他道館訓練家所組成之大陣仗隊伍的聯合攻擊下，成功粉碎弗拉達利的陰謀。
閃焰隊瓦解後，小智一行人繼續在位於密阿雷市的希特隆家居留，由於希特隆所創造的道館訓練家機器人－希特洛伊特在與閃焰隊的戰役中犧牲，雖然後來維修完畢，不過也讓希特隆決定恢復密阿雷道館訓練家的身份。另一方面，莎莉娜在看著希特隆決定好下一步之後，一直無法替自己決定下一步，這時小智突然要求進行一場對戰，並牽著莎莉娜一路跑到競技場（此為小智與希特隆首次對戰的場地），接著莎莉娜在與小智展開沒有勝負的對戰後，找到了全新的目標－前往豐緣地區參加華麗大賽，從表演家轉為協調訓練家發展。過沒幾天一行人再度遇見了艾嵐、瑪農與布拉塔諾博士，令人驚訝的是艾嵐已將弗拉達利給予的超進化環作為事件的參考而上交給警方，並決定靠自己的力量尋找，以便捨棄過去，從零開始。
道別了艾嵐三人，一行人就此動身前往密阿雷機場，莎莉娜率先搭機離去，往豐緣地區出發，登機前夕突然回頭親吻了小智。小智也在機場內部的競技場與希特隆展開沒有勝負的對戰後，於黃昏的夕陽下搭機離去，往真新鎮踏上了歸途，最後在月亮照耀的夜晚回到家中。

### SM：阿羅拉地區
由於小智的寶可夢—魔牆人偶抽中了大獎，使得母子倆來到了阿羅拉地區遊玩（出發前夕先從大木研究所拿到一顆寶可夢之蛋）。而小智在遊玩途中的因緣際會下來到了寶可夢學校，同時結識大木博士的堂哥兼寶可夢學校校長－成也・大木（其實母子倆來到此地的目標還有一個，就是將大木博士所給的寶可夢之蛋交給他），接著在當地學生瑪奧的帶領下結識阿羅拉地區名研究員兼寶可夢學校班主任－庫庫伊博士，並在另一場因緣際會下結識其他四位同學－莉莉艾、卡奇、水蓮、馬瑪內。
晚上與媽媽在某座高級餐廳吃晚餐時，見到了西北方島嶼－美樂美樂島的守護神卡璞·鳴鳴，並接受祂所賜予的Z手環和電Z。接著就這樣留下來了，當然其母也早就料到會這樣，因此先早一步回去真新鎮，小智的上學生活即在此刻正式展開。
順利通過阿羅拉地區四大島嶼統治者的大考驗後，小智報名參加了由庫庫伊博士籌辦的第一屆阿羅拉聯盟瑪納羅大會，在決賽3V3對戰小智以3比2戰勝格拉吉歐，最终獲得冠军。并在6V6表演賽中小智以6比5戰勝庫庫伊博士。

### 旅途：所有地區（含伽勒爾地區）
為慶祝櫻木研究所成立，小智受到大木博士的邀請前往枯葉市，在過程中洛奇亞突然在枯葉市港口現身，騎在洛奇亞背上小智與另一名少年小豪相識並結為好友，櫻木博士也聘請小智與小豪擔任調查員。
在宮門競技場，小智觀賞了關都暨城都聯盟冠軍阿渡與伽勒爾聯盟冠軍丹帝的對戰，最後由丹帝獲勝，丹帝成為當季世界冠軍，並獲得「最強王者」的稱號。親眼目睹一切的小智當下燃起興趣，下定決心報名參加寶可夢世界錦標賽，挑戰最強王者丹帝。另外，小豪因年幼時親眼看見了夢幻，燃起了追尋夢幻蹤影的目標，兩人的冒險故事在此刻正式展開。
歷經多場對戰，屢戰屢勝提升排名後，小智在八大師換位戰戰勝了拳關道館訓練家奇巴納，正式躋身八大師行列。在大師淘汰賽八強賽戰勝大吾、四強賽戰勝竹蘭後，終於如願與丹帝對戰，戰局來到最後一回合、皮卡丘擊敗了丹帝的絕對王牌噴火龍，小智以5比6的戰績戰勝丹帝成為新任世界冠軍。另一方面，歷經多場考驗，獲選成為夢幻計畫追跡者小隊隊員的小豪，也如願見到了夢幻，兩人之後亦決定分道揚鑣各奔前程。
小智離開櫻木研究所後，再次踏上旅程，並遇到小霞與小剛，展開一段小旅行。期間因為拉帝亞斯一系列的事件，導致小智有了新的想法。旅程結束後再次跟小霞與小剛告別，一個人再次回家，一邊在思考自己未來想要走的路。
某日小智在大木研究所再次遇見小茂。小茂问道：「你現在已經成為冠軍，距離寶可夢大師這個目標又靠近了多少呢？」，小智當下心中沒有答案，因為自從和皮卡丘一起出發旅行開始，小智就一直以成為寶可夢大師為目標。經過一番思考後，小智得到的答案就是成為冠軍並不是終點，對寶可夢大師的定義就是希望可以認識全世界所有寶可夢，因此選擇持續無止盡的旅行，長達26年的冒險故事也就此告一段落。

## 平行時空（劇場版）

### Ep1：就決定是你了！
真新鎮的小智以成為寶可夢大師為目標，但他啟程的第一天卻睡過了頭，使他沒能拿到三個初學者寶可夢（妙蛙種子、傑尼龜、小火龍）中的任何一個，而是得到一隻不願意進入寶貝球的皮卡丘。儘管小智很希望與皮卡丘成為朋友，但皮卡丘不領情，不斷以電擊攻擊小智，他的某次攻擊意外命中了烈雀，憤怒的烈雀群起追擊小智與皮卡丘，小智希望皮卡丘進入球中以免受傷害，而受傷的皮卡丘看到小智保護自己的背影，決定成為小智的夥伴。就在此時，傳說的寶可夢鳳王飛過現出彩虹的天空，留下一根彩虹羽毛給小智。
小智在旅途中聽見炎帝出沒的傳聞，雖然他敗在炎帝壓倒性的力量之下，但也結識了兩位訓練師誠子和宗次。小智從宗次口中得知鳳王創造三個寶可夢的傳說，並得知彩虹羽毛是彩虹勇者的象徵，三人便以尋找鳳王為目標，往天青山前進，而幻之寶可夢瑪夏多也偷偷跟著小智。在旅途中的某個夜裡，水君出現在誠子面前。
小智在雨中撿到被訓練師克羅斯拋棄的小火龍，並因此與認為唯有強大的寶可夢才有價值、不重視與寶可夢培養感情的克羅斯成為勁敵，在敗給克羅斯後，小智一直無法面對失敗，甚至口出「最初的寶可夢應該選傑尼龜或妙蛙種子」，導致皮卡丘拋下小智，小智的彩虹羽毛也因為小智失去純真而黯淡。瑪夏多操控了小智的夢境，夢裡是不存在寶可夢的世界，進而讓小智想起皮卡丘是自己最重要的夥伴，羽毛的光澤也恢復成七彩。
抵達天青山後，小智等人與找到伴侶的巴大蝶告別，並與雷公相遇。他們遇見研究鳳王的專家梵爺，並遵循彩虹羽毛的指引企圖喚出鳳王，但卻被克羅斯攔截。瑪夏多現身並監視小智與克羅斯的對戰，在敗給小智後，克羅斯透露自己也曾遇見鳳王，但鳳王卻沒有選中自己，小智表示原因出自克羅斯與寶可夢並非朋友，讓後者憤而搶走小智的彩虹羽毛並喚出鳳王，瑪夏多出手制止克羅斯，並操控克羅斯的鬃岩狼人和周遭的野生寶可夢攻擊小智等人。眾人掩護小智，讓他得以奪回彩虹羽毛，克羅斯為了掩護小智而被鬃岩狼人咬傷，但也因此讓鬃岩狼人擺脫控制。但小智等人不是瑪夏多的對手，他再度希望皮卡丘進入球中免受傷害，並問皮卡丘為何不願進入球內，皮卡丘說：「因為我想一直與你在一起」。小智的真心讓他再度取得了彩虹羽毛，鳳王降臨後治癒了所有的寶可夢，並與小智的皮卡丘進行對戰，這場戰鬥勝負不明。
在故事最後，小智接連與克羅斯、宗次和誠子告別，持續與皮卡丘一起朝成為寶可夢大師而努力。

### Ep2：我們的故事
故事延續前作《劇場版精靈寶可夢 就决定是你了！》的概念，主角小智来到了風來市并遇到了更多同伴。

## 戰績[27]
- 關都聯盟（石英大會）：16強
- 橘子聯盟（勝利者盃）：名譽訓練家
- 城都聯盟（白銀大會）：8強
- 豐緣聯盟（彩幽大會）：8強
- 關都對戰開拓區：成功稱霸
- 神奧聯盟（鈴蘭大會）：4強
- 合眾聯盟（檜垣大會）：8強
- 卡洛斯聯盟（密阿雷大會）：亞軍
- 阿羅拉聯盟（瑪納羅大會）：冠軍[28]
- 阿羅拉聯盟（表演賽）：勝利
- 寶可夢世界錦標賽（一般比賽） ：排名大師球等級 第8名（八大師）
- 寶可夢世界錦標賽（大師淘汰賽） ：世界冠軍[29]

## 持有道具

### Z招式
- Z手環→Z強力手環

原先小智從卡璞・鳴鳴得到嵌有電Z的Z手環，後來在日輪祭壇由阿羅拉地區的四位守護神將其升級為Z強力手環。
在《精靈寶可夢 太陽&月亮》結束後，《寶可夢 旅途》開始前小智將Z強力手環放置家裡。直到旅途第77集世界錦標賽進入高級級時再次使用（只有皮卡丘使用）。
- 電Z→智皮卡Z

原先小智從卡璞・鳴鳴得到嵌有電Z的Z手環，但是第一次發動Z招式之後而碎掉了。
其後小智突破了哈拉的大考驗，哈拉本想贈予小智格鬥Z，但卻被卡璞・鳴鳴換成電Z，小智也因此正式得到電Z。（格鬥Z後來有還給哈拉）
而有時會暫時升級成「智皮卡Z」，Z招式發動後會恢復原來的電Z。
第三次出現與以往不同的是，在小智和皮卡丘使用完畢Z招式千萬伏特後，智皮卡Z沒有恢復成原來的電Z，而是維持了智皮卡Z的樣子。
- 一般Z

小智在蔥郁洞窟打倒霸主寶可夢貓鼬探長而獲得。
- 草Z

小智在樹蔭叢林打倒霸主寶可夢蘭螳花而獲得。
- 岩石Z

小智突破了麗姿的大考驗而獲得。
- 鬃岩狼人Z

小智突破了默丹的大考驗，本來理應得到惡Z，但是默丹認為小智好像不太適合用惡屬性，因此取而代之。
- 鋼Z

小智突破了哈普烏的大考驗，哈普烏拿出全18種Z純晶讓小智和皮卡丘挑選，最終由皮卡丘選擇鋼Z。
- 火Z

在美樂美樂島森林裡特訓的小智和炎熱喵被時拉比的「時空穿越」而回到過去。之後與熾焰（兒時庫庫伊）相遇並幫助霸主寶可夢朽木妖解除它不停打噴嚏困擾而獲得。
- 索爾迦雷歐Z

小智達成了索爾迦雷歐和露奈雅拉的「約定」，照顧科斯莫古（小星雲）直至進化為索爾迦雷歐之後而獲得。

### 超級進化
- 超級手套

路卡利歐的超進化装备，由可尔妮赠送予小智（只有路卡利欧使用）。
- 路卡利歐進化石

路卡利歐的超进化石。

### 超極巨化
- 極巨腕帶

丹帝將極巨腕帶借予小智對戰，其後正式送予小智（皮卡丘和耿鬼使用）。

## 小智的寶可夢

### 同行（以最新進度為主）
蛋→皮丘（旅途01，回憶）→ 皮卡丘（超極巨化 / Z招式）
- 登場時期：初登場於無印第1集，全系列

### 協助
洛托姆（手機洛托姆）
- 登場時期：初登場於旅途第3集，旅途

### 寄放在家裡
魔牆人偶
- 登場時期：初登場於無印第63集，無印、超世代（客串）、超級願望（客串）、太陽與月亮（客串）、旅途、旅途 目標是寶可夢大師

### 寄放在大木研究所／隨機同行
- 寶可夢 旅途預告中出現從無印至XY帶重要地位的寶可夢
- 在寶可夢 旅途 目標是寶可夢大師篇章，小智每集將隨機帶上過往在不同地區收服的寶可夢同行。

#### 關都地區收服
比比鳥→大比鸟
- 登場時期：初登場於無印第3集，無印、BW（回想）、旅途（回想）、旅途 目標是寶可夢大師

妙蛙種子
- 登場時期：初登場於無印第10集，無印、AG（客串）、DP（客串）、BW（客串）、SM（客串）、旅途、旅途 目標是寶可夢大師

小火龍→火恐龍→噴火龍
- 登場時期：初登場於無印第11集，無印、AG（客串）、BW Season 2 Episode N（第116集～完結）、SM（回想）、旅途、旅途 目標是寶可夢大師

大鉗蟹→巨鉗蟹
- 登場時期：初登場於無印第13集，無印、AG（客串）、旅途 目標是寶可夢大師

臭臭泥
- 登場時期：初登場於無印第30集，無印、AG（客串）、DP（客串）、SM（客串）、旅途、旅途 目標是寶可夢大師

肯泰羅三十頭
- 集體登場：無印第35集，無印、AG（客串）、BW（客串）、SM（客串）、旅途、旅途 目標是寶可夢大師

蛋→迷你龍→哈克龍→快龍
- 登場時期：初登場於旅途第10集，旅途、旅途 目標是寶可夢大師

蛋→鬼斯→鬼斯通→耿鬼（超極巨化）
- 登場時期：初登場於旅途第11集，旅途、旅途 目標是寶可夢大師

蛋→利歐路→路卡利歐（超级路卡利歐）
- 登場時期：初登場於旅途第21集，旅途

#### 橘子群島收服
卡比獸
- 登場時期：初登場於無印第95集，無印、AG（客串）、DP（客串）、旅途、旅途 目標是寶可夢大師

#### 城都地區收服
赫拉克羅斯
- 登場時期：初登場於無印第120集，無印、AG（客串）、DP（客串）、旅途、旅途 目標是寶可夢大師

菊草葉→月桂葉
- 登場時期：初登場於無印第127集，無印、AG（客串）、DP（客串）、旅途、旅途 目標是寶可夢大師

火球鼠→火岩鼠
- 登場時期：初登場於無印第142集，無印、AG（客串）、DP（客串）、旅途、旅途 目標是寶可夢大師

小鋸鱷
- 登場時期：初登場於無印第152集，無印、AG（客串）、DP（客串）、SM（客串）、旅途、旅途 目標是寶可夢大師

貓頭夜鷹（異色）
- 登場時期：初登場於無印第155集，無印、AG（客串）、DP（客串）

蛋→小小象→頓甲
- 登場時期：初登場於無印第231集，無印、AG、DP（客串）、旅途、旅途 目標是寶可夢大師

#### 豐緣地區收服
傲骨燕→大王燕
- 登場時期：初登場於AG第4集，AG、DP（客串）、旅途 目標是寶可夢大師

木守宮→森林蜥蜴→蜥蜴王
- 登場時期：初登場於AG第7集，AG、DP（客串）、旅途 目標是寶可夢大師

龍蝦小兵
- 登場時期：初登場於AG第23集，AG、DP（客串）、SM（客串）、旅途（客串）、旅途 目標是寶可夢大師

煤炭龜
- 登場時期：初登場於AG第58集，AG、DP（客串）

雪童子→冰鬼護
- 登場時期：初登場於AG第108集，AG、DP（客串）、旅途 目標是寶可夢大師

#### 神奧地區收服
姆克兒→姆克鳥→姆克鷹
- 登場時期：初登場於DP第2集，DP、旅途 目標是寶可夢大師

草苗龜→樹林龜→土台龜
- 登場時期：初登場於DP第5集，DP、旅途 目標是寶可夢大師

小火焰猴→猛火猴→烈焰猴
- 登場時期：初登場於DP第3集，DP、旅途、旅途 目標是寶可夢大師

泳圈鼬
- 登場時期：初登場於DP第34集，DP、旅途、旅途 目標是寶可夢大師

天蠍→天蠍王
- 登場時期：初登場於DP第63集，DP

圓陸鯊
- 登場時期：初登場於DP第154集，DP

#### 合眾地區收服
豆豆鴿→咕咕鴿→高傲雉雞
- 登場時期：初登場於BW第2集，BW、旅途 目標是寶可夢大師

水水獺
- 登場時期：初登場於BW第1集，BW、旅途、旅途 目標是寶可夢大師

暖暖豬→炒炒豬
- 登場時期：初登場於BW第4集，BW、旅途、旅途 目標是寶可夢大師

藤藤蛇
- 登場時期：初登場於BW第7集，BW、旅途 目標是寶可夢大師

蛋→滑滑小子
- 登場時期：初登場於BW第17集，BW、旅途 目標是寶可夢大師

蟲寶包→寶包繭→保母蟲
- 登場時期：初登場於BW第18集，BW、旅途 目標是寶可夢大師

藍蟾蜍
- 登場時期：初登場於BW第34集，BW、旅途 目標是寶可夢大師

石丸子→地幔岩
- 登場時期：初登場於BW第37集，BW、旅途（特别篇）、旅途 目標是寶可夢大師

黑眼鱷→混混鱷→流氓鱷
- 登場時期：初登場於BW第3集，BW、旅途、旅途 目標是寶可夢大師

#### 卡洛斯地區收服
小箭雀→火箭雀→烈箭鷹
- 登場時期：初登場於XY第3集，XY、旅途、旅途 目標是寶可夢大師

戰鬥飛鳥
- 登場時期：初登場於XY第35集，XY、旅途、旅途 目標是寶可夢大師

蛋→嗡蝠→音波龍
- 登場時期：初登場於XY第76集，XY、旅途、旅途 目標是寶可夢大師
- 呱呱泡蛙—>呱頭蛙—>甲賀忍蛙

#### 伽勒爾地區收服
大蔥鴨（伽勒爾的樣子）→蔥遊兵
- 登場時期：初登場於旅途第27集，旅途、旅途 目標是寶可夢大師

鳃魚龍
- 登場時期：初登場於旅途第50集，旅途

### 寄放在庫庫伊研究所／隨機同行
- 在寶可夢 旅途 目標是寶可夢大師篇章，小智每集將隨機帶上過往在不同地區收服的寶可夢同行。

#### 阿羅拉地區收服
木木梟（攜帶不變之石）
- 登場時期：初登場於SM第4集，SM、旅途（客串）、旅途 目標是寶可夢大師

岩狗狗→鬃岩狼人（黃昏的樣子）
- 登場時期：初登場於SM第2集，SM、旅途（客串）

火斑喵→炎熱喵→熾焰咆哮虎
- 登場時期：初登場於SM第1集，SM、旅途（客串）、旅途 目標是寶可夢大師

美錄坦→美錄梅塔
- 登場時期：初登場於SM第111集，SM、旅途（客串）

### 已離隊

#### 寄託別人
傑尼龜
- 登场时期：初登场于无印第12集，无印、AG（客串）、DP（客串）、BW（客串）、SM（照片）、旅途 目標是寶可夢大師

猴怪→火爆猴
- 登場時期：初登場於無印第25集，無印

呱呱泡蛙→呱頭蛙→甲賀忍蛙（小智版甲賀忍蛙）
- 登場時期：初登場於XY第1集，XY、旅途（客串）

#### 放歸野生環境
綠毛蟲→鐵甲蛹→巴大蝶
- 登場時期：初登場於無印第2集，無印、BW（回想）、SM（回想）、旅途（最後一集片尾客串）

拉普拉斯
- 登場時期：初登場於無印第85集，無印、旅途 目標是寶可夢大師

黏黏寶→黏美兒→黏美龍
- 登場時期：初登場於XY第55集，XY

毒貝比→四顎針龍
- 登場時期：初登場於SM第55集，SM

#### 與別人交換
拉達
- 登場時期：初登場於無印第15集，無印

長尾怪手→雙尾怪手
- 登場時期：初登場於AG第179集，AG、DP

#### 體驗收服
金魚王
- 登場時期：初登場於無印第170集

木木梟
- 登場時期：旅途（阿爾宙斯特別篇）

#### 贈送別人
蛋→波克比→波克基古
- 登場時期：初登場於無印第45集，無印，AG（客串）

大針蜂
- 登場時期：初登場於無印第163集

虫电宝→鍬農炮蟲
- 登場時期：初登場於是SM第29话

#### 成為朋友
鬼斯通
- 登場時期：初登場於無印第23集，無印

蛋→幼基拉斯
- 登場時期：初登場於無印259集，無印、SM（回想）

美洛耶塔
- 登場時期：初登場於BW第82集，BW

科斯莫古→科斯莫姆→索爾迦雷歐（小星雲）
- 登場時期：初登場於SM第44集，SM

洛托姆（洛托姆圖鑑）
- 登場時期：初登場於SM第3集，SM、旅途（客串）

拉帝亞斯
- 登場時期：旅途 目標是寶可夢大師第1集

## 外部連結
- （日語）小智的神奇寶貝－不含XY版和SM版的
- 神奇宝贝百科上的小智介绍 （页面存档备份，存于）